# 신월

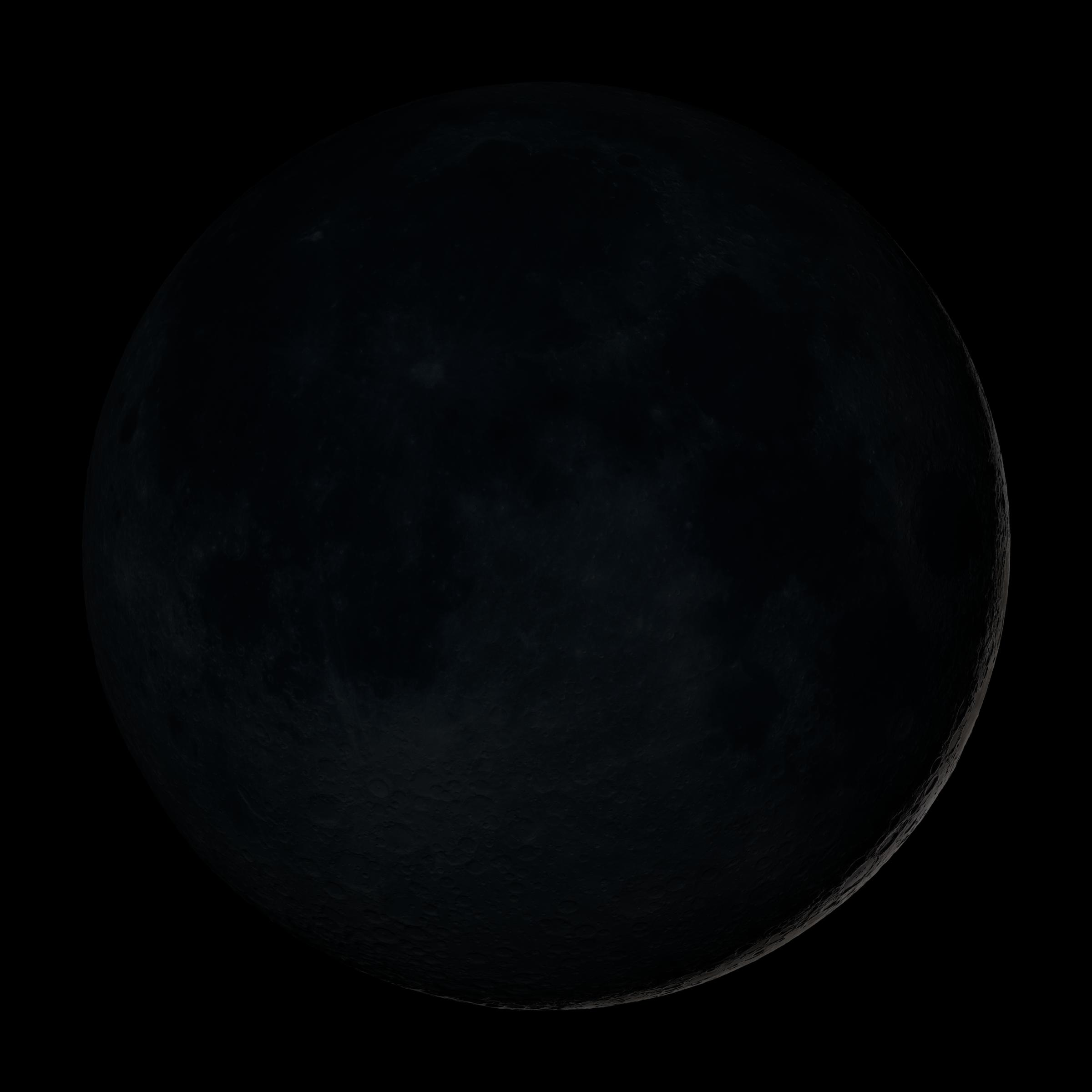

신월(新月) 또는 삭월(朔月)은 음력 초하룻날의 달을 말한다. 삭(朔), 합삭(合朔), 월삭(月朔)등으로도 불린다. 밤 중에 달이 아예 뜨지 않거나 거의 뜨지 않음을 말한다. 달이 해와 같이 뜨고 지며 조금 보일 때도 있긴 하다. 음력 초하루, 초이틀은 거의 달이 보이지 않기 때문에 사실상 신월은 음력 초사흘에 보게 된다.

## 기타
'태양 - 달 - 지구'의 위치로 배열될 때 신월이 뜨게 되는데, 이는 일식이 일어나는 경우와 비슷하다. 하지만, 신월이 뜰 때마다 일식이 일어나지 않는데, 그 이유는 지구의 공전 궤도와 달의 공전 궤도가 약 5도 정도 기울어져 있기 때문이다. '태양 - 달 - 지구'가 정확히 일직선이 됐을 때에 일식이 일어난다. 이는 보름달과 월식의 경우에도 마찬가지이다.

## 같이 보기
- 달의 위상
- 일식
- 월식
- 합 (천문학)
- 초승
- 초승달
- 보름달
- 그믐달
- 슈퍼문